# Animatique
L’animatique est une technique cinématographique d'enregistrement du storyboard synchronisé sur la bande-dialogues.

## Principe
En animation, l'animatique est l'étape qui vient après le storyboard. Le principe est l’élaboration d’une maquette visuelle permettant de vérifier notamment la correction du minutage et la pertinence des raccords. Il y a quelque temps encore, les storyboards étaient faits sur papier et le passage à l'animatique demandait une numérisation (Scan) de chaque dessin du storyboard pour être ensuite montés dans un logiciel de montage (ex : Première). Aujourd'hui, les logiciels comme Toon Boom ou TVPaint permettent de monter l'animatique sans sortir du logiciel de dessin du storyboard.

## Réalisation
Concrètement, le travail du monteur animatique consiste à découper le storyboard en vignettes auxquelles il donne une durée, de manière à créer le rythme du projet final.
C'est généralement un monteur image qui réalise l'animatique, assisté à la validation par le réalisateur. Le monteur place les voix enregistrées, que ce soient des voix témoins (anglais : guide track) ou les voix définitives (anglais : pre-recording), définit la durée des plans et installe les mouvements de caméra. Il met l'épisode ou le film au timing (footage) définitif. Dans une animatique, on peut rajouter de la musique et des bruitages, pour une meilleure appréciation de la durée d'un plan ou d'une séquence. Si elle est de qualité, l'animatique permet à la réalisation et à la production une meilleure anticipation artistique et technique, et une meilleure gestion des coûts de fabrication.

## Emplois
C'est une technique essentiellement employée lors de la conception de dessins animés. Elle permet de fournir une ébauche de l'animation en décomposant les mouvements en pauses clés déjà à la bonne durée, mais aussi parfois pour le cinéma.
Cette étape tend même aujourd'hui de plus en plus à remplacer l'étape des feuilles d'expositions (anglais : X-sheet), dans le processus de création d'un dessin animé[réf. nécessaire].